# Torregamones (kommunhuvudort)
Torregamones är en kommunhuvudort i Spanien.   Den ligger i provinsen Provincia de Zamora och regionen Kastilien och Leon, i den nordvästra delen av landet, 240 km nordväst om huvudstaden Madrid. Torregamones ligger 776 meter över havet och antalet invånare är 322.
Terrängen runt Torregamones är platt åt sydost, men åt nordväst är den kuperad. Runt Torregamones är det mycket glesbefolkat, med 6 invånare per kvadratkilometer. Närmaste större samhälle är Bermillo de Sayago, 14,6 km söder om Torregamones. Trakten runt Torregamones består i huvudsak av gräsmarker.